# 1044 Teutonia
1044 Teutonia è un asteroide della fascia principale del diametro medio di circa 15,2 km. Scoperto nel 1924, presenta un'orbita caratterizzata da un semiasse maggiore pari a 2,5760019 UA e da un'eccentricità di 0,1445242, inclinata di 4,26188° rispetto all'eclittica.
Il suo nome fa riferimento alla tribù germanica dei Teutoni e alla regione da essa abitata.